# 48 Leonis
48 Leonis är en gul jätte i stjärnbilden Lejonet.
48 Leonis har visuell magnitud +5,07 och är synlig för blotta ögat vid normal seeing. Den befinner sig på ett avstånd av ungefär 265 ljusår.